# Anthemoctena textilis
Anthemoctena textilis là một loài bướm đêm trong họ Geometridae.